# Hyocrinus
Genre
Hyocrinus est un genre de crinoïdes sessiles, de la famille des Hyocrinidae.

## Espèces
Selon World Register of Marine Species (24 mars 2015) :
- Hyocrinus bethellianus Thomson, 1876
- Hyocrinus cyanae Bourseau, Améziane-Cominardi, Avocat & Roux, 1991
- Hyocrinus foelli Roux & Pawson, 1999
- Hyocrinus giganteus Roux & Pawson, 1999